# Окаянные дни
«Окая́нные дни» — книга русского писателя Ивана Бунина, содержащая дневниковые записи, которые он вёл в Москве и Одессе с 1918 по 1920 год.

## Содержание
«Окаянные дни» — это художественное и философско-публицистическое произведение, которое отражает эпоху революции и последовавшей за ней гражданской войны. Благодаря точности, с которой Бунину удалось запечатлеть царившие в России того времени переживания, раздумья и мировоззрения, книга представляет большой исторический интерес. Также «Окаянные дни» обладают важностью для понимания всего творчества Бунина, поскольку отражают переломный этап как в жизни, так и в творческой биографии писателя.
Основу произведения составляет документирование и осмысление Буниным разворачивавшихся в Москве 1918 года и в Одессе 1919 года революционных событий, свидетелем которых он стал. Воспринимая революцию как национальную катастрофу, Бунин тяжело переживал происходившие в России события, что объясняет мрачную, подавленную интонацию произведения.
Галина Кузнецова, состоявшая в близких отношениях с Буниным, в своём дневнике писала:

В сумерки Иван Алексеевич вошёл ко мне и дал свои «Окаянные дни». Как тяжёл этот дневник!! Как ни будь он прав — тяжело это накопление гнева, ярости, бешенства временами. Коротко сказала что-то по этому поводу — рассердился! Я виновата, конечно. Он это выстрадал, он был в известном возрасте, когда писал это…— Галина Кузнецова. «Грасский дневник»
На страницах «Окаянных дней» Бунин темпераментно, гневно выражает своё крайнее неприятие большевиков и их вождей. «Ленин, Троцкий, Дзержинский… Кто подлее, кровожаднее, гаже?» — спрашивает он.
Однако нельзя рассматривать «Окаянные дни» исключительно с точки зрения содержания, проблематики, только как произведение публицистического характера. Произведение Бунина соединяет в себе как черты документальных жанров, так и ярко выраженное художественное начало.

## История публикации
Фрагменты были впервые опубликованы в Париже в русской эмигрантской газете «Возрождение» в 1925—1927 годах. В полном виде книга была в 1936 году опубликована берлинским издательством «Petropolis» в составе Собрания сочинений.
В СССР книга была запрещена и не публиковалась вплоть до Перестройки. Фрагменты из книги вошли в шестой том собрания сочинений Бунина, опубликованный в СССР в 1988 году.

## В кино
- х/фильм «Солнечный удар» (2014) частично создан по мотивам книги «Окаянные дни».